# Philippe Buonarroti
Filippo Giuseppe Maria Ludovico Buonarroti, známější pod francouzskou podobou svého jména Philippe Buonarroti (11. listopadu 1761 Pisa – 16. září 1837 Paříž) byl italsko-francouzský utopický socialista, jakobín, spisovatel, svobodný zednář a babeufovský revolucionář. Byl aktivní na Korsice, ve Francii a v Ženevě. Jeho spis Dějiny Babeufova spiknutí rovných (1828) se stal kultovním textem v radikalistických kruzích a inspiroval revolucionáře, jako byli Louis Auguste Blanqui, Karl Marx nebo Michail Bakunin.

## Život
Narodil se v Toskánském velkovévodství v rodině místní šlechty, do které patřil i slavný malíř a sochař Michelangelo. Studoval práva na univerzitě v Pise, kde založil to, co bylo autoritami velkoknížete Petra Leopolda považováno za podvratné noviny, Gazetta Universale (1787). Předpokládá se, že někdy v roce 1786 vstoupil do zednářské lóže. Nadchla ho francouzská revoluce a po jejím vypuknutí odcestoval na Korsiku, aby šířil revoluční poselství v Giornale Patriottico di Corsica, prvních italsky psaných novinách, které otevřeně francouzskou revoluci podporovaly. Na Korsice vstoupil do jakobínského klubu a stal se přítelem rodiny Bonapartů. Z ostrova byl vypovězen v červnu 1791 a vrátil se do rodného Toskánska, kde byl zatčen a uvězněn. Po propuštění v roce 1793 odcestoval do Paříže. Maximilien Robespierre mu dal na starost organizování italských revolucionářů v zahraničí, což dělal ze základny v Nice. Za své revoluční aktivity byl odměněn zvláštním dekretem o francouzském občanství v květnu 1793. V dubnu 1794 byl jmenován národním komisařem v Oneglii, v útočišti mnoha profrancouzských Italů během francouzského útoku na severní Itálii. V roce 1795 byl povolán zpět do Paříže. Thermidorský převrat smetl jeho nejbližší spojence a spolupracovníky, načež byl i on uvězněn. Ve vězení Plessis se setkal s Gracchem Babeufem a stal se jedním z jeho nejhorlivějších stoupenců a spoluspiklenců v tzv. spiknutí rovných. Uvěřil, že finálem lidských dějin musí být komunismus. Buonarotti byl znovu zatčen francouzským direktoriem 8. května 1796 spolu s Babeufem a dalšími spiklenci. Babeuf byl popraven gilotinou, Buonarotti uvězněn a držen na ostrově Oléron. Starý přítel Napoleon Bonaparte mu však dal svobodu poté, co se v roce 1799 stal prvním konzulem. Buonarroti odešel do exilu v Ženevě a během restaurace Bourbonů do Bruselu. V roce 1808 založil zednářskou lóži Les Sublimes Maîtres Parfaits (Vznešení dokonalí mistři). V této lóži vytvořil vnitřní kruh, který byl obeznámen s jeho radikálně levicovým politickým programem. Nižší členové podle všeho hlavní cíl neznali a byli zneužíváni pro jeho tajné politické cíle (tuto taktiku později velmi obdivoval Bakunin). Nizozemský anarchista Arthur Lehning podstatu Buonarrotiho politické práce popsal slovy: „Vybudoval v mezinárodním měřítku propracovanou podzemní síť, podle vzoru svobodných zednářů, někdy za použití zednářských institucí, aby pracoval pro své rovnostářské krédo z roku 1796, pro sociální revoluci a pro republikanizaci Evropy. Po čtyřicet let zůstávaly zásady stejné: vedení bylo tajné. Existence vyšších stupňů byla nižším neznámá. Tato síť proteovského charakteru využívala a znežívala jiné společnosti.“ Do Paříže se Buonarroti vrátil po červencové revoluci v roce 1830. Spolupracoval s některými socialistickými politiky, jako byl François-Vincent Raspail, Louis Blanc nebo Louis Auguste Blanqui.